# Altfriedland
Altfriedland är en ortsteil i staden Neuhardenberg i Landkreis Märkisch-Oderland i förbundslandet Brandenburg i Tyskland. Altfriedland var en kommun fram till den 1 maj 1998 när den uppgick i Neuhardenberg. Altfriedland hade 411 invånare 1996.